# VfB 07 Weidenau
Der Verein für Bewegungsspiele 07 e. V. Weidenau ist ein Fußballverein aus Weidenau, einem Stadtteil der Stadt Siegen. Ihre Heimspiele trägt die Mannschaft auf dem Kunstrasenplatz der Glück-Auf-Kampfbahn in Siegen-Weidenau aus. Die Mitgliederzahl des Vereins liegt derzeit bei etwa 220.

## Geschichte
Der VfB Weidenau entstand 1907 aus Mitgliedern der Fußballabteilung des Turnvereins Auf den Hütten und der Weidenauer Spielvereinigung 05. Ursprünglicher Austragungsort der Spiele war der Bismarckplatz in Weidenau.
Der Höhepunkt in der Vereinschronik ist sicherlich der Aufstieg 1948 in die Landesliga Westfalen, die zu dieser Zeit die zweithöchste Spielklasse darstellte. In der Aufstiegsrunde wurden auf neutralen Plätzen Alemannia Dortmund mit 3:0 und der Herringer SV mit 2:0 besiegt. Die Tabellenkonstellation sorgte dann dafür, dass die abschließende Partie in Grevenbrück zwischen Teutonia Riemke und dem VfB die Entscheidung um den Aufstieg bringen musste. Aus Riemke waren ca. 1800 Fans angereist. Ein verwandelte Elfmeter führte acht Minuten vor Spielende zu einer 2:1-Führung für Riemke. Danach kam es zu Tumulten und Schlägereien, und das Spiel wurde abgebrochen. In der folgenden Sportgerichtsverhandlung wurde auf Spielwiederholung unter Ausschluss der Öffentlichkeit entschieden. Dieses Spiel fand am 29. August 1948 in Hagen statt, es waren lediglich neun Augenzeugen auf jeder Seite erlaubt. Der VfB gewann dieses Geisterspiel mit 2:1 gegen die von Ernst Kuzorra trainierten Riemker und stieg in die Westfalenliga auf. Die Ligazugehörigkeit währte jedoch nur ein Jahr. 1950 folgte dann der Aufstieg in die inzwischen unter der Westfalenliga neugebildete Landesliga und 1953 der erneute sportliche Abstieg. 1955 gelang der Einzug in die höchste deutsche Amateurklasse.
In den Folgejahren pendelte der Verein zwischen Bezirks- und Landesliga. Letzterer gehörte der Verein von 1967 bis 1980 an. Ein sportlicher Höhepunkt der Vereinsgeschichte war die Teilnahme an der Hauptrunde des DFB-Pokals in der Saison 1976/77. Dort verlor der damalige Landesligist am 6. August 1976 in der 1. Runde auswärts gegen gerade aus der Bundesliga abgestiegenen Zweitligisten Bayer 05 Uerdingen mit 0:6.
Im Frühjahr 2018 fusionierte der Verein, mit dem American Sports Club Siegen zum ASV Siegen Weidenau. Die Fußballabteilung spielt jedoch weiter unter den Namen VfB 07 Weidenau und die vom ASC Siegen übernommene American-Football-Abteilung spielt unter den Namen Siegen Sentinels.